# 春野日和
春野 日和（はるの ひより）は、日本の女性声優。かつては主にアダルトゲームに声をあてていた。

## 出演
太字はメインキャラクター。

### アダルトアニメ
- 月陽炎（2002年、幸野双葉）
- 水夏〜SUIKA〜（2003年、名無しの少女）

### アダルトゲーム
2000年
- 真夏の夜の夢（過去夢、未来夢）
- Aries（野々村たえ子、小泉めぐみ）
  - 闇鍋Aries〜明日への挑戦状〜（野々村たえ子）

- いただきじゃんがりあん（河合ななえ）
  - いただきじゃんがりあん ちょこっとあどべんちゃ〜（2001年、河合ななえ）

2001年
- Infantaria（マイシェラ＝クリスティン）
- 櫻姫（鎌足優麻、暁子）
- らぶらぶティータイム（長岡蛍）
- サフィズムの舷窓（コー）
  - サフィズムの舷窓 an Epic（2004年、コー）

- 水夏〜SUIKA〜（名無しの少女）
- アルキメデスのわすれもの 水夏0章（名無しの鳥）
- miss you（藤野美優）
- ラブ・ネゴシエイター（岡田勇気）
- Trois（宮前みらい）
- ツクヨミ〜稀人の唄〜（九重蛍）
- 月陽炎（幸野双葉）
  - 月陽炎 -千秋恋歌-（2002年、幸野双葉）

- Pia♥キャロットへようこそ!!3（佐藤涼子）
- IZUMO（水瀬七海、玉藻）
  - IZUMO 完全版（2004年、水瀬七海、玉藻）

- Snowラディッシュバケーション!!（伊能神楽）

2002年
- new〜メイドさんの学校〜（天乃川小麦）
- flutter of birds II 〜天使たちの翼〜（苺）
- バイナリィ・ポット（川中島里美）
- Wind -a breath of heart-（鳴風みなも）
  - そよかぜのおくりもの -Wind Pleasurable Box-（鳴風みなも）

- バイナリィ・ポット（川中島里美）
- 逢魔ぷち怪討伝（逢魔みゆき）
- D.C. 〜ダ・カーポ〜（天枷美春、うたまる）
  - D.C.White Season ～ダ・カーポ ホワイトシーズン～（天枷美春）

- とらいあんぐるハート1・2・3 DVD EDITION（相川真一郎、佐伯理恵）
- H～いつかたどりつけた場所～（福原あさぎ）
- SinsAbell～緋昏し空の遠く～（アポ＝ステイト）
- きのこ 禁断の治療薬（ 山吹菜の花）
- アズラエル（玉梓冬美）

2005年
- 夢見坂R（仲野季美香、小島靖穂）

### 一般向ゲーム
- 水夏〜SUIKA〜（2002年、名無しの少女）- DC版
  - WATER SUMMER（2002年、名無しの少女）
  - 水夏〜SUIKA〜 全年齢版（2003年、名無しの少女）
  - 水夏〜おー・157章〜（2003年、名無しの少女）
- IZUMO（2004年、水瀬七海）- DC版
  - IZUMO complete（2005年、水瀬七海）

### ドラマCD
- ドラマCD Infantaria〜インファンタリア〜（2002年、マイシェラ＝クリスティン）
- 水夏〜SUIKA〜（2002年 - 2003年、名無しの少女）

## ディスコグラフィ

### キャラクターソング
| 発売日               | 商品名                                      | 歌                     | 楽曲                                                              | 備考                                       |
| -------------------- | ------------------------------------------- | ---------------------- | ----------------------------------------------------------------- | ------------------------------------------ |
|                      | いただきじゃんがりあん ボーカルコレクション | 河合ななえ（春野日和） | 「キャラ作ってないみう」                                          | PCゲーム『いただきじゃんがりあん』挿入歌   |
| 「宇津田さんの死体」 | いただきじゃんがりあん ボーカルコレクション | 河合ななえ（春野日和） | PCゲーム『いただきじゃんがりあん ちょこっとあどべんちゃ〜』挿入歌 |                                            |
| 2002年8月16日        | Wind -a breath of heart- SONGS              | 鳴風みなも（春野日和） | 「流星群」                                                        | PCゲーム『Wind -a breath of heart-』関連曲 |
| 2003年2月14日        | Wind -a breath of heart- SONGS 2            | 鳴風みなも（春野日和） | 「ほしのこ」                                                      | PCゲーム『Wind -a breath of heart-』関連曲 |

### その他参加楽曲
| 発売日         | 商品名                                                                           | 歌       | 楽曲                | 備考                                                                  |
| -------------- | -------------------------------------------------------------------------------- | -------- | ------------------- | --------------------------------------------------------------------- |
| 2001年12月29日 | とらいあんぐるハート'S サウンドステージ5 Wings Xmas 〜遠い空のクリスマス・イブ〜 | 春野日和 | 「Long Distance」   | PCゲーム『とらいあんぐるハート2 さざなみ女子寮』イメージソング        |
| 2002年6月14日  | とらいあんぐるハート'S Theme Songs History                                       | 春野日和 | 「Remember Season」 | PCゲーム『とらいあんぐるハート1・2・3 DVD EDITION』オープニングテーマ |
| 2010年11月11日 | CIRCUS 10th Collect                                                              | 春野日和 | 「明日への贈り物」  | PCゲーム『Aries』関連曲                                               |